# Heinz Goeschel
Heinz Goeschel (* 7. Februar 1906 in München; † 2. Mai 1974 ebenda) war ein deutscher Ingenieur und Manager. Er war Vorsitzender des Vereins Deutscher Ingenieure (VDI).

## Leben
Heinz Goeschel war der Sohn des aus Nürnberg stammenden Architekten Sigismund Heinrich Göschel und der Fotografin und Mitinhaberin des Münchner Jugendstil-Fotoateliers Elvira Mathilde Nora Goudstikker. Seine Tante war die Frauenrechtlerin Sophia Goudstikker. Er besuchte in München das Gymnasium und schloss sein anschließendes Elektrotechnik-Studium an der dortigen Technischen Hochschule 1928 nach acht Semestern ab. Er promovierte 1930 an der Technischen Hochschule Braunschweig bei Erwin Marx mit dem Thema „Untersuchungen über den Wärmedurchschlag von Hartpapier“. 1934 begann er seine Industrietätigkeit bei den Siemens-Schuckertwerken. 1953 wurde er dort Vorstandsmitglied. Am 30. November 1955 wurde Heinz Goeschel Ehrensenator der Technischen Hochschule Braunschweig. Er war mit der Mitgliedsnummer 531944 Mitglied des Vereins Deutscher Ingenieure (VDI). In den Jahren 1955 bis 1958 gehörte Goeschel dessen Vorstand an, davon in den Jahren 1957 und 1958 als Vorsitzender. Im Jahr 1961 verlieh ihm die Technische Hochschule Aachen die Ehrendoktorwürde. 1966 trat er in den Vorstand der Siemens AG ein. Im selben Jahr wurde er Ehrendoktor der Technischen Hochschule Istanbul. 1969 erhielt er von der Hochschulgemeinschaft Hannover die Karmarsch-Denkmünze.
Neben dem VDI gehörte Heinz Göschel dem Stifterverband für die Deutsche Wissenschaft im Bereich Elektrotechnik, der Deutschen Atomkommission, dem Präsidium des Deutschen Atomforums und dem Kuratorium der Deutschen Forschungsgemeinschaft an.
Heinz Göschel wurde in Bad Wiessee begraben, wohin auch seine 1934 verstorbene und in Nürnberg begrabene Mutter 1981 umgebettet wurde. In Erlangen ist zu Ehren Heinz Goeschels eine Straße nach ihm benannt worden.